# Plešivec, Velenje
Plešivec je naselje v Mestni občini Velenje.

## Znamenitosti
Spomenik XIV. diviziji in enotam IV. operativne cone na Graški gori predstavlja spomin XIV. diviziji, ki se je 21. februarja 1944 bojevala z nemškimi enotami.
Bojem XIV. divizije je posvečena tudi spominska soba, ki vsebuje slikovno gradivo iz takratnih bojev na Graški gori. Poleti 2014 je bila spominska soba prenovljena in dopolnjena.